# 양응록
양응록(梁應祿, 생년 미상 ~ 1597년)은 조선 중기의 의병장이다. 본관은 남원, 자는 영국, 호는 상촌이다.
1597년 전라도 구례의 석주관 전투에서 싸우다 전사했다.

## 생애
1597년 정유재란으로 고니시 유키나가가 대군을 이끌고 전라도를 공격해 구례의 석주관에 도달하였다. 이에 구례 현감 이원춘이 나서 막으려 했으나 남원 전투에서 전사했고 구례의 선비 왕득인도 석주관을 지키기 위해 의병을 일으켰으나 전사했다.
이에 자극 받은 양응록이 왕득인의 아들 왕의성, 이정익, 한호성, 고정철, 오종 등과 함께 의병을 일으켜 석주관 전투가 벌어지고 석주관의 왜군을 공격해 많은 적을 죽였으나 중과부적으로 전사하였다.

## 사후
1804년 지평에 추증되고 구례의 칠현사에도 배향되었다. 그리고 석주관칠의사묘에도 함께 묻혀져 모셔졌다.